# Australoodera
Australoodera (лат.) — род мелких паразитических наездников—эвпельмид (Eupelmidae, Eupelminae). Известно около 5 видов. Паразитоиды яиц насекомых.

## Описание
Мелкие наездники (около 3 мм). Обычно от желтого до темно-коричневого цвета с ограниченным или неясным металлическим блеском. Жвалы трёхзубчатые. Передние крылья макроптерные. Скробальная впадина с нечетким дорсальным краем, но с килевидным скробальным краем, ограничивающим почти такую же широкую параскобальную область на протяжении по крайней мере двух третей расстояния до переднего оцеллия, вентральный край обычно по крайней мере неясно загнут к внутренней орбите латеральнее торулюса. Паразитоиды яиц насекомых разных отрядов: чешуекрылые, жесткокрылые.

## Классификация
Известно около 5 видов. Род был впервые выделен в 1922 году по типовому виду Australoodera varicornis Girault. Включён в состав подсемейства Eupelminae.
- Australoodera albolata Gibson, 2004 — Белиз, Коста-Рика[3]
- Australoodera bicinctipilum (Girault, 1923) — Австралия[4]
  - =Eupelmus bicinctipilum Girault, 1923
- Australoodera narendrani Gibson, 2004 — Коста-Рика[3]
- Australoodera varicornis Girault, 1922 — Австралия